# Доріан Бабунський
Доріан Бабунський Христовський (мак. Дориан Бабунски Христовски; нар. 29 серпня 1996, Скоп'є, Північна Македонія) — македонський футболіст, нападник угорського «Дебрецена» та національної збірної Північної Македонії.

## Клубна кар'єра

### Ранні роки
Футболом розпочав займатися у македонських дитячих командах, але в ранньому віці виїхав до Іспанії. Виступав у нижчих дивізіонах за «Граменет» (2005-2006) та «Корнелья» (2006-2011). Проте в червны 2011 році скаути «Реал Мадрида» побачили в Доріані бомбардирський талан та запросили до столичного іспанського гранда.

### «Реал Мадрид»
1 липня 2011 року прибув до мадридського «Реала», щоб грати за команду кадетів А в сезоні 2011/12 років. Прогресував настільки швидко, що кожного сезону підвищувався одним рангом вище, усезоні 2012/13 років за юніорів C, у сезоні 2013/14 — за юніорів B, а в 2014/15 років — за юніорів A.

### Старт кар'єра в Європі
У жовтні 2015 року дебютував на професіональному рівні, у «Фуенлабраді» з Сегунда Дивізіону Б (еквівалент третього дивізіону національного чемпіонату). Дебютував у вище вказаному клубі 11 жовтня 2015 року в матчі проти «Талавери» (2:1). Першим голом за «Фуенлабраду» відзначився 25 жовтня 2015 року в матчі проти «Ебро» (3:3). Провів 13 матчів за «Фуенлабраду», відзначився двома голами та віддав одну результативну передачу. 
У 2016 році підписав 3-річний контракт зі словенською «Олімпією» (Любляна). За столичний клуб зіграв лише один поєдинок, вийшов на останні 2 хвилини в матчі проти «Радомлє» (1:4). 15 лютого 2017 року перейшов в оренду до «Радомлє». Дебютував за нову команду 25 лютого 2017 року в матчі проти «Алюмінію» (0:3). За «Радомлє» зіграв у 5 матчах.

### Японія
У червні того ж року він вирушив до Японії, побував на перегляді у декількох клубів Джей-ліги. Отримавши високу оцінку та розвиваючись у конкуренції, у 2017 року підписав повноцінний контракт з «Мачида Зельвія». Враховуючи необхідність до адаптації в Японії та набрання форми, того ж дня було оголошено, що Доріан переходить в оренду до «Кагошими Юнайтед». У «Кагошимі» вийшов на поле лише один раз, 26 серпня 2017 року в матчі проти «Каталле Тояма» (2:1).
У сезоні 2018 року повернувся до «Машиди». Дебютував у вище вказаному клубі 4 березня 2018 року в матчі проти «Омії Ардія» (3:2). Своїм першим голом у Джей-лізі відзначився 13-ма днями по тому, 17 березня реалізував штрафний удар у ворота «Монтедіо Ямаґата». У складі «Машиди» провів 56 матчів (55 — у чемпіонаті), відзначився 4-ма голами і двічі віддав результативну передачу.
21 квітня 2019 року в 10-му турі Джей-ліги 2 грав у півзахисті проти свого брата Давида, який виступав за «Оміту Ардія», завдяки чому відбулося перше для обох братів протистояння в Джей-лізі. Перед заміною Доріан обійнявся з братом біля бокової лінії поля, і йому аплодували вболівальники обох команд. 9 грудня 2020 року стало відомо, що гравець залишає команду у зв'язку із закінченням контракту.

### Повернення до Європи
10 лютого 2021 року було оголошено, що Доріан приєднається до болгарського клубу «Ботев» (Враца). Дебютував за «Ботев» 13 лютого 2021 року в матчі проти старозагорського Берое (1:2). Віддав результативну передачу на 19-й хвилині у ворота Мартіна Ніколова. Своїм першим голом за клуб відзначився 3 травня 2021 року в матчі проти «Етара» (Велико-Тирново) (2:0). Окрім цього також відзначився результативною передачею.
17 січня 2022 року приєднується до угорського «Дебрецена». 29 січня у матчі проти «Кішварда» дебютував у чемпіонаті Угорщини. 20 лютого у поєдинку проти «Академії Пушкаша» відзначився першим голом за «Дебрецен». 

## Кар'єра в збірній
Виступав за юнацькі (U-17 та U-19) та молодіжну збірні Македонії.
7 листопада 2021 року вперше викликаний до національної збірної Північної Македонії. 11 листопада в переможному (5:0) матчі кваліфікації чемпіонату світу 2022 року проти Вірменії, потрапив до заявки, але не поле не виходив.
2 червня 2022 року дебютував у сзбірній Північної Македонії в нічийному (1:1) поєдинку Ліга націй УЄФА 2022/23 проти Болгарії.

## Особисте життя
Батько Доріана, Бобан Бабунський, професіональний футболіст, грав у декількох країнах, зокрема й в Іспанії. Брат, Давид, також футболіст.

## Статистика виступів

### Клубна
| Сезон                       | Команда                     | Чемпыонат                   | Чемпыонат | Чемпыонат | Нац. кубок | Нац. кубок | Нац. кубок | Конт. кубок | Конт. кубок | Конт. кубок | Інші кубки | Інші кубки | Інші кубки | Загалом | Загалом |
| Сезон                       | Команда                     | Змаг                        | Матчі     | Голи      | Змаг       | Матчі      | Голи       | Змаг        | Матчі       | Голи        | Змаг       | Матчі      | Голи       | Матчі   | Голи    |
| --------------------------- | --------------------------- | --------------------------- | --------- | --------- | ---------- | ---------- | ---------- | ----------- | ----------- | ----------- | ---------- | ---------- | ---------- | ------- | ------- |
| 2015-2016                   | «Фуенлабрада»               | СДБ                         | 13        | 2         |            | -          | -          |             | -           | -           |            | -          | -          | 13      | 2       |
| 2016-лют. 2017              | «Олімпія» (Любляна)         | 1 СНЛ                       | 1         | 0         | КС         | 0          | 0          |             | -           | -           |            | -          | -          | 1       | 0       |
| лют.-лип. 2017              | «Радомлє»                   | 1 СНЛ                       | 5         | 0         | КС         | -          | -          |             | -           | -           |            | -          | -          | 5       | 0       |
| сер.-гр. 2017               | «Кагошима Юнайтед»          | J3                          | 1         | 0         | КІ         | 0          | 0          |             | -           | -           |            | -          | -          | 1       | 0       |
| 2018                        | «Мачида Зельвія»            | J2                          | 24        | 4         | КІ         | 1          | 0          |             | -           | -           |            | -          | -          | 25      | 4       |
| 2019                        | «Мачида Зельвія»            | J2                          | 19        | 0         | КІ         | 0          | 0          |             | -           | -           |            | -          | -          | 19      | 0       |
| 2020                        | «Мачида Зельвія»            | J2                          | 12        | 0         | КІ         | 0          | 0          |             | -           | -           |            | -          | -          | 12      | 0       |
| Загалом за «Мачиду Зельвія» | Загалом за «Мачиду Зельвія» | Загалом за «Мачиду Зельвія» | 55        | 4         |            | 1          | 0          |             | -           | -           |            | -          | -          | 56      | 4       |
| лют.-лип. 2021              | «Ботев» (Враца)             | 1Л                          | 16        | 3         | КБ         | 2          | 0          |             | -           | -           |            | -          | -          | 18      | 3       |
| 2021-січ. 2022              | «Ботев» (Враца)             | 1Л                          | 18        | 10        | КБ         | 0          | 0          |             | -           | -           |            | -          | -          | 18      | 10      |
| Загалом за «Ботев» (Враца)  | Загалом за «Ботев» (Враца)  | Загалом за «Ботев» (Враца)  | 34        | 13        |            | 2          | 0          |             | -           | -           |            | -          | -          | 36      | 13      |
| січ.-лип. 2022              | «Дебрецен»                  | NB1                         | 16        | 4         | КУ         | -          | -          |             | -           | -           |            | -          | -          | 0       | 0       |
| Усього за кар'єру           | Усього за кар'єру           | Усього за кар'єру           | 124       | 23        |            | 3          | 0          |             | -           | -           |            | -          | -          | 126     | 23      |

### У збірній
| Дата       | Місто     | Господарі          | Результат | Гості              | Турнір                                | Голи | Примітки |
| ---------- | --------- | ------------------ | --------- | ------------------ | ------------------------------------- | ---- | -------- |
| 2-6-2022   | Разград   | Болгарія           | 1 – 1     | Північна Македонія | Ліга націй УЄФА 2022-2023 - 1-й раунд | -    | 73'      |
| 5-6-2022   | Гібралтар | Гібралтар          | 0 – 2     | Північна Македонія | Ліга націй УЄФА 2022-2023 - 1-й раунд | -    | 57'      |
| 12-6-2022  | Скоп'є    | Північна Македонія | 4 – 0     | Гібралтар          | Ліга націй УЄФА 2022-2023 - 1-й раунд | -    | 62'      |
| 26-9-2022  | Скоп'є    | Північна Македонія | 0 – 1     | Болгарія           | Ліга націй УЄФА 2022-2023 - 1-й раунд | -    | 85'      |
| 20-11-2022 | Скоп'є    | Північна Македонія | 1 – 3     | Азербайджан        | товариський матч                      | -    | 76'      |
| Усього     |           | Матчів             | 5         |                    | Голів                                 | 0    |          |